# Контрнаступ

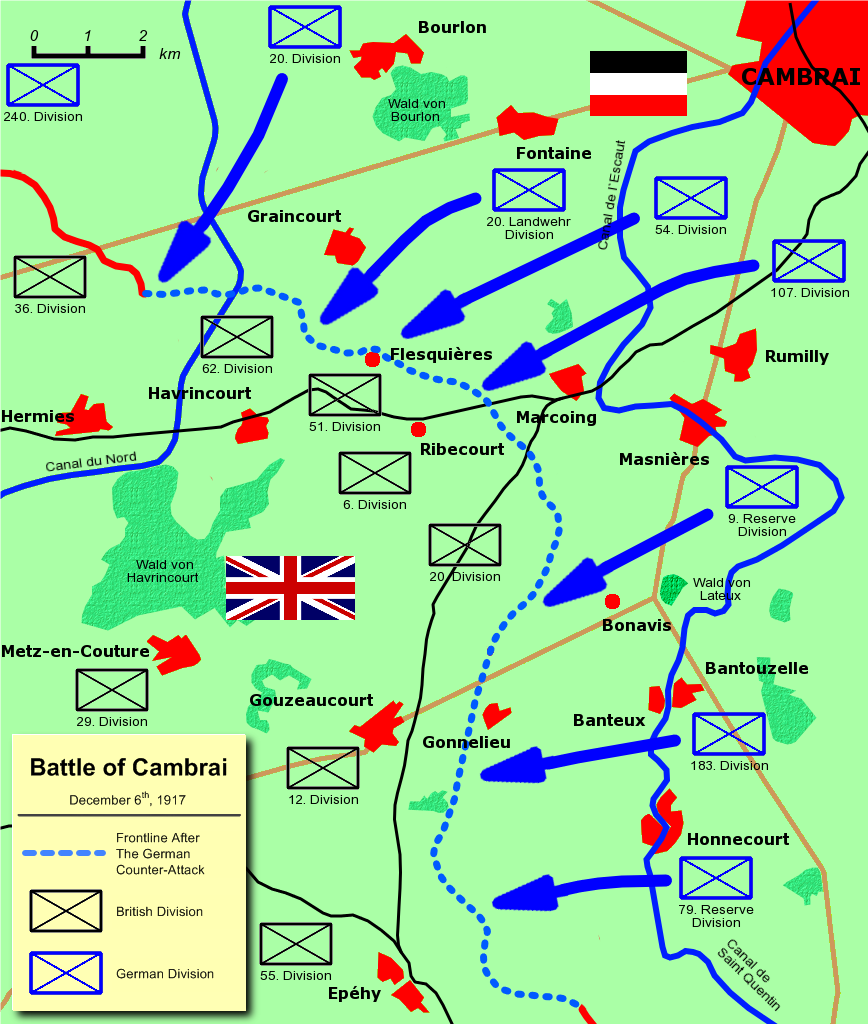
Мапа німецького контрнаступу в битві при Камбре у 1917 році.

Контрна́ступ, протина́ступ також Контрнаступальна операція — різновид наступу, що є відповіддю на наступ супротивника.
У ході контрнаступу військо розвиває контратаку, перехоплюючи тактичну ініціативу та нав'язуючи супротивнику власну волю. Основна перевага контрнаступу полягає в тому, що на відміну від оборони, при якій тилові підрозділи відтягнуті від лінії фронту, супротивник, що наступає, підтягує їх щонайближче аби мати можливість безперебійного забезпечення військ. У ситуації, коли наступ супротивника зупинено і частини, що оборонялися, переходять в контрнаступ, тилові підрозділи ворога залишаються беззахисними та зазвичай потрапляють до оточення.

## Приклади контрнаступів
- Битва за Москву
- Сталінградська битва
- Слобожанський контрнаступ